# Gottschelia schizopleura
Gottschelia schizopleura là một loài rêu tản trong họ Jungermanniaceae. Loài này được (Spruce) Grolle miêu tả khoa học lần đầu tiên năm 1968.